# Opus testaceum
Pour les articles homonymes, voir Opus.
L'opus testaceum (de testaceus, « en terre cuite ») est un appareil de construction romain en briques cuites.
Ce nom d'opus s'emploie souvent comme synonyme de l'opus latericium, quoiqu'ils se différencient entre l'emploi de briques crues (latericium) et de briques cuites (testaceum).
Par sa facilité de production en masse des briques et leur facilité de mise en œuvre dans la construction, l'opus testaceum s'impose au détriment du moellon de pierre dans la construction monumentale dès le Ier siècle apr. J.-C., comme en témoigne les multiples édifices à Rome et autour, à Ostie. Utilisé comme parement combiné avec un remplissage en opus caementicium, il permet le montage rapide de grandes structures.
Les formats de briques sont normalisés, et vont pour les principaux de la grande dalle carrée de deux pieds de côté soit 59,2 cm (bipedales) au module de 2/3 de pied 19,7 cm (bessales) en passant par l'intermédiaire d'un pied et demi de côté (sesquipedales). Selon le besoin, ces plaques peuvent être redécoupées en fractions rectangulaires ou triangulaires. 

## Exemples de construction enopus testaceum
- Bâtiments d'Ostie
- Marchés de Trajan
- Panthéon
- Monuments de Ravenne
- Soubassements du palais de Dioclétien, à Split.
- Rempart gallo-romain de Toulouse, dont il reste des vestiges visibles.